# Franček Brglez
Franček Brglez (* 4. April 1922 in Čadram (Gemeinde Oplotnica); † 25. Oktober 1997 in Ljubljana) war ein jugoslawischer, später slowenischer Fernschachspieler.  

## Beruf
Brglez arbeitete als Journalist für Radio Ljubljana und für mehrere Zeitungen.

## Fernschach
Ab 1967 beteiligte er sich an internationalen Fernturnieren. Dabei siegte er auf Anhieb bei der 4. Europameisterschaft 1967/1970. Dafür erhielt er 1970 den Titel Internationaler Meister des Fernschachs. 1972 spielte er im Finale der 7. Fernschach-Weltmeisterschaft. Für sein Ergebnis im 1. Vidmar-Memorial wurde ihm 1975 der Titel Fernschach-Großmeister verliehen. Später beteiligte er sich noch an der 8. FS-Olympiade, an der 11. und 12. WM sowie an der 12. Olympiade. Zudem wurde er zu bedeutenden internationalen Gedenkturnieren eingeladen.

## Funktionär
Brglez gehörte zu den Gründern der slowenischen Schachföderation. Er wurde deren erster Präsident. Er vertrat den Verband bei der ICCF, bis 1995 war er deren Vizepräsident. Seine 15-jährige Mitarbeit beim ICCF wurde mit der Bertl von Massow Medaille in Gold gewürdigt.